# Блбулян Левон
Левон Рафікович Блбулян (нар.15 червня 1949) — вірменський поет, перекладач. Член спілки письменників Вірменії (1986).

## Біографічні відомості
Народився 15 червня 1949 р. у м. Камо (нині — м. Ґавар області Ґегаркунік), що у Вірменії.
Закінчив Єреванський сільськогосподарський інститут, потім — Вищі літературні курси при СП СРСР в Москві.
Працював в літературній пресі, був власним кореспондентом республіканського радіо в Севанському районі.
Редактор культурних програм громадського радіо. Публікує свої вірші в літературній пресі, займається перекладами (Анна Ахматова, Владислав Ходасевич, Володимир Висоцький). Пісні на його слова створили композитори К. Орбелян, А. Аджемян, Р. Амирханян, М. Вартазарян.
Співпрацює також з сестрою — актрисою і композитором Жанною Блбулян. Разом вони випустили диск «Розіпнуті серця» (2003).
Вибрані пісні на слова Л. Блбуляна знайшли місце в диску «Сонячний дощ» (2004).
Член Спілки письменників Вірменії з 1986 року.

## Твори
- Книга любові. Єр., 2004
- На цій дорозі. Єр., 1999.
- Дні без пісень. Єр., 1994.
- Мушля таємниць: Вірші / Левон Блбулян; [Худож. М. А. Мкртчян], 152, [6] с. іл. 17 см, Єреван, Хорурдаін Грох, 1989.
- Тебе народила любов: Вірші / Левон Блбулян, 38 с. 17 см, Єреван, Советакан Грох, 1979.

### Переклади
- Володимир Висоцький. «Я, звичайно, повернуся». — Єр., 1997; (з російської)
- 2016 року переклав з української вірш Михайла Петренка «Дивлюсь я на небо»[1].